# Andes nzombeensis
Andes nzombeensis är en insektsart som beskrevs av Synave 1959. Andes nzombeensis ingår i släktet Andes och familjen kilstritar. Inga underarter finns listade i Catalogue of Life.